# Allotropa japonica
Allotropa japonica är en stekelart som beskrevs av William Harris Ashmead 1904. Allotropa japonica ingår i släktet Allotropa och familjen gallmyggesteklar. Inga underarter finns listade i Catalogue of Life.